# درانزویل (ویرجینیا)
درانزویل (به انگلیسی: Dranesville) یک منطقهٔ مسکونی در ایالات متحده آمریکا است که در شهرستان فرفکس، ویرجینیا واقع شده‌است. درانزویل ۱۰٫۰۳ کیلومتر مربع مساحت و ۱۱٬۹۲۱ نفر جمعیت دارد و ۱۰۶٫۶۸ متر بالاتر از سطح دریا واقع شده‌است.